# جين سو كوون
جن كوون هو أحد شخصيات المسلسل الأمريكية لوست. يلعب دوره الممثل الكوري-الأمريكي دانييل داي كيم.

## الشخصية
الزوج الكوري في المسلسل، لا يتحدث الإنجليزية، من مهاراته صيد الأسماك والإبحار.